# Кольвиц, Карл
Йоханнес Карл Август Кольвиц (нем. Johannes Carl August Kollwitz; 13 июня 1863, Мельниково, Зеленоградский городской округ — 19 июля 1940, Берлин) — немецкий врач, лечивший бедняков, депутат городского совета Берлина от СДПГ, муж художницы Кете Кольвиц.

## Биография
Карл Кольвиц и его младшая сестра Лизбет (нем. Lisbeth) были единственными выжившими из девяти детей Фридриха и Доротеи Кольвиц. Отец умер рано, и мать отдала девятилетнего сына в один из кёнигсбергских домов для сирот, из которого позднее Карл посещал Королевскую гимназию Вильгельма в Кенигсберге.
Оставшись в пятнадцать лет круглым сиротой и зная нужду не понаслышке, он смог окончить гимназию, поступить в Кёнигсбергский университет, получить медицинское образование и учёную степень доктора.
После женитьбы в 1891 году на художнице Кете Кольвиц Карл переезжает с нею в Берлин, где в районе Пренцлауэр-Берг открывает свою врачебную практику. По словам жены, его домашнюю приемную заполняла пролетарская беднота.
Кете Кольвиц говорила о муже: 

Он был врачом бедных, любимым и уважаемым. Ни часа для себя — весь для других. Его могли вызвать к больному поздним вечером, и он просиживал у постели долгие часы, пока не наступало улучшение. Он помогал советом, если нужно — деньгами. Ни на день не переставал совершенствоваться как врач. Но для этого оставались короткие часы, оторванные от сна— Кете Кольвиц. Прощание

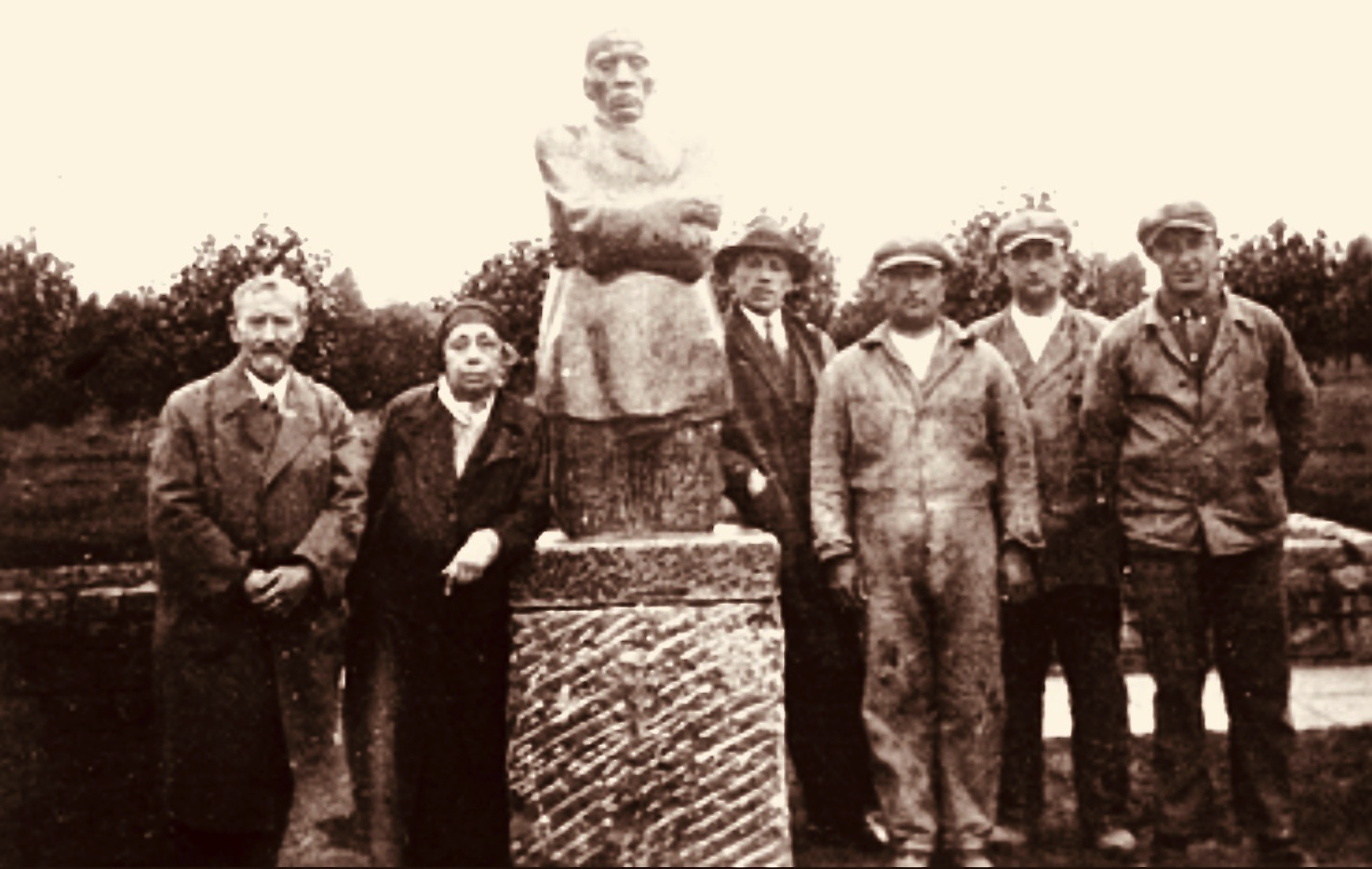
Супруги Карл и Кете Кольвиц на немецком военном кладбище в Западной Фландрии 23 июля 1932 года

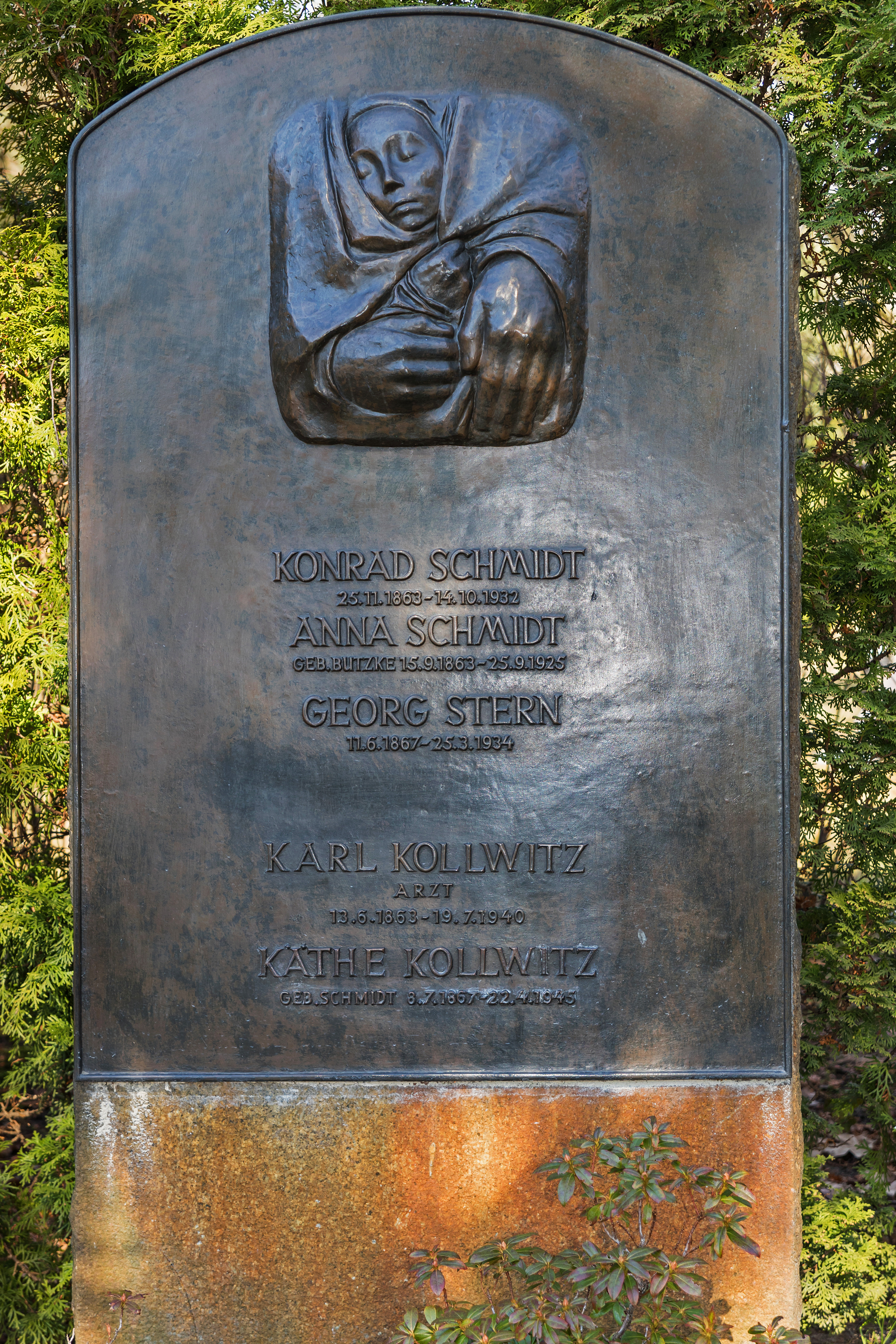
Надгробие семейной могилы на кладбище Фридрихсфельде в Берлине

Скончался Карл Кольвиц 19 июля 1940 года, не дожив до золотой свадьбы год с небольшим. Похоронен в семейной могиле на столичном Центральном кладбище Фридрихсфельде, где позднее была похоронена и Кете Кольвиц.

## Достижения
В 1913 году Карл Кольвиц с коллегами Эрнстом Зиммелем и Игнацем Цадеком основал социал-демократическое объединение врачей.
Кольвиц состоял членом молодёжного социального комитета «Немецкой лиги прав человека» в районе Пренцлауэр-Берг. После Ноябрьской революции (3 ноября 1918 года — 11 августа 1919 года) принимал активное участие в берлинской коммунальной политике как депутат от СДПГ в городском совете столицы.

## Признание
Дом, где жили супруги Кольвиц, в конце войны был полностью уничтожен при бомбардировке. Улица и прилегающая к ней площадь в честь врача и художницы после войны переименованы в Кольвицштрассе (нем. Kollwitzstraße) и Кольвицплац.
В 1983 году поблизости от Эрнст-Тельман-парка и Большого планетария имени Карла Цейса в берлинском районе Пренцлауэр-Берг был построен медицинский центр (нем. Gesundheitszentrum), который носит имя Карла Кольвица.